# Scorpio niger
Espèce
Scorpio niger est une espèce de scorpions de la famille des Scorpionidae.

## Distribution
Cette espèce est endémique du Niger. Elle se rencontre vers Gono.

## Description
La femelle holotype mesure 45,6 mm, 40,9 mm sans le telson.

## Étymologie
Son nom d'espèce lui a été donné en référence au lieu de sa découverte, le Niger.

## Publication originale
- Lourenço & Cloudsley-Thompson, 2012 : « About the enigmatic presence of the genus Scorpio Linnaeus, 1758 in Congo with the description of a new species from Niger (Scorpiones, Scorpionidae). » Serket, vol. 13, no 1/2, p. 1-7 (texte intégral).